# چان سیو کی
چان سیو کی (انگلیسی: Chan Siu Ki؛ زادهٔ ۱۴ ژوئیهٔ ۱۹۸۵) بازیکن فوتبال اهل هنگ کنگ است.
از باشگاه‌هایی که در آن بازی کرده‌است می‌توان به باشگاه ورزشی کیتچی، و باشگاه چین جنوبی، تیم ملی فوتبال هنگ کنگ، باشگاه ورزشی کیتچی، و باشگاه چین جنوبی اشاره کرد.
وی همچنین در تیم‌های ملی فوتبال زیر ۲۳ ساله هنگ کنگ و تیم ملی فوتبال هنگ کنگ بازی کرده‌است.
وی در مسابقات کشوری و بین‌المللی در مجموع برندهٔ ۱ مدال طلا شده‌است.